# Christopher Blevins
Pour les articles homonymes, voir Blevins.
Christopher Blevins, né le 14 mars 1998 à Durango dans le Colorado, est un coureur cycliste américain, spécialiste du VTT cross-country. 

## Biographie
En 2017, il passe professionnel sur route au sein de l'équipe continentale professionnelle Axeon-Hagens Berman. En 2019, il décide de se consacrer au VTT cross-country en vue des Jeux olympiques de Tokyo.
En août 2021, il devient le premier champion du monde de cross-country short track devant Henrique Avancini et Maximilian Brandl. Dans ces championnats du monde, il est également 2e du relais mixte avec l'équipe américaine et 3e du cross-country à assistance électrique.
En septembre 2021, il remporte la dernière manche de cross-country de la Coupe du monde à Snowshoe, il devient ainsi le premier Américain à remporter une manche depuis Tinker Juarez en 1994, 27 ans auparavant,.

## Palmarès en VTT

### Jeux olympiques
- Tokyo 2020
  - 14e du cross-country
- Paris 2024
  - 13e du cross-country

### Championnats du monde
- Lenzerheide 2018
  -  Médaillé d'argent du cross-country espoirs
- Mont Saint-Anne 2019
  -  Médaillé d'argent du relais mixte
- Leogang 2020
  -  Médaillé d'argent du cross-country espoirs
- Val di Sole 2021
  -  Champion du monde de cross-country short track
  -  Médaillé d'argent du relais mixte
  -  Médaillé de bronze du cross-country à assistance électrique
- Les Gets 2022
  -  Médaillé de bronze du relais mixte
- Pal Arinsal/Snowshoe 2024
  -  Champion du monde du relais mixte
  -  Médaillé d'argent du cross-country marathon

### Coupe du monde
- Coupe du monde de cross-country espoirs
  - 2018 : 12e du classement général
  - 2019 : 10e du classement général

- Coupe du monde de cross-country
  - 2021 : 14e du classement général, vainqueur d'une manche
  - 2022 : 22e du classement général
  - 2023 : 29e du classement général
  - 2024 : 10e du classement général, vainqueur d'une manche

- Coupe du monde de cross-country short track
  - 2022 : 15e du classement général, vainqueur d'une manche
  - 2023 : 16e du classement général
  - 2024 : 6e du classement général

### Championnats panaméricains
- Cota 2015
  -  Médaillé d'argent du relais mixte
- Aguascalientes 2019
  -  Champion panaméricain de cross-country espoirs
  -  Médaillé d'argent du relais mixte
- Midway 2024
  -  Champion panaméricain de cross-country
  -  Champion panaméricain du relais mixte
  -  Médaillé d'argent du cross-country short track

### Championnats des États-Unis
- 2016
  -  Champion des États-Unis de cross-country juniors
- 2017
  -  Champion des États-Unis de cross-country espoirs
- 2018
  - 3e du cross-country
- 2022
  -  Champion des États-Unis de cross-country short track
  - 2e du cross-country
- 2023
  -  Champion des États-Unis de cross-country

## Palmarès en cyclo-cross
- 2014-2015
  -  Médaillé d'argent du championnat panaméricain de cyclo-cross juniors
- 2017-2018
  -  Champion des États-Unis de cyclo-cross espoirs

## Palmarès sur route

### Par année
- 2015
  - 4e étape du Tour de l'Abitibi
- 2016
  - Classement général de la Course de la Paix juniors
- 2018
  - 2e étape de la San Dimas Stage Race
  - 2e étape du Tour of the Gila

### Classements mondiaux
| Année            | 2017 | 2018 |
| ---------------- | ---- | ---- |
| UCI America Tour | 488e | 251e |